# Смоленско појезерје
Национални парк Смоленско Појезерје (рус. Национальный парк Смоленское Поозерье) заштићено је подручје са статусом националног парка и Унесковог резервата биосфере у западном европском делу Руске Федерације. Налази се на крајњем северозападу Смоленске области, у северном делу Духовшчинског и Демидовског рејона.
Основан је 15. априла 1992. године након свеобухватних биолошких истраживања на том подручју, а име је добио по бројним мањим леднички језерима. Територија парка обухвата површину од 1462,37 км², има облик ромба који се од севера ка југу протеже дужином од око 50 км, односно 55 км у смеру запад-исток. Административно седиште парка налази се у варошици Пржеваљскоје, а парком управља Министарство екологије у Влади Руске Федерације. 
Године 2002. Унеско је НП Смоленско појезерје уврстио у свој програм заштите под именом „човек и биосфера“.

## Географске карактеристике
Територија националног парка налази се на граничном подручју између географских целина Витепског и Смоленског побрђа, на северозападу Смоленске области. У хидролошком смислу цела територија парка припада басену реке Западне Двине, односно басену Балтичког мора.
Парк је чувен по изразито густој речној мрежи и бројним језерима углавном ледничког порекла. Највеће реке које делом протичу преко територије парка су Јељша, Гобза, Каспља и Половија. Од око 35 језера колико се налази у Смоленском појезерју, највећа језера су Сапшо (површине 304 хектара), Дго (234 ха) и Баклановско (уједно и најдубље језеро целе Смоленшчине са дубином од 33 метра).
Знатне територије су под тресавама којих има укупно 63, односно заузимају површине од 6.300 хектара или 2,5% територије парка. Највеће тресаве су Пелишевска, Лопатинска и Вервишка.

## Живи свет
Највећи део територије парка, око 74%, прекривен је шумама мешовитог лишћарско-четинарског типа. Најдоминантније врсте дрвета су јела код четинара (око 16% свог дрвећа) и бреза код листопадних форми. Око 359 хектара парка је означено као прашумско подручје са најстаријим шумама у том делу Русије. Постоји укупно 880 биљних врста. На листи угрожених биљних врста Русије налази се 10 врста из националног парка Смоленско појезерје.
Фауну представља 57 врста сисара, 205 врста птица, 10 врста водоземаца и 5 врста рептила. На националном списку угрожених врста налази се 18 врста птица.

### Заштићене врсте на листи ИУЦН
На црвеној листи заштићених врста налазе се следеће врсте:
Triturus cristatus (гребенасти тритон), црвенотрби мукач (Bombina bombina), европска веверица (Sciurus vulgaris), европски дабар (Castor fiber), шумски пух (Dryomys nitedula), пух орашар (Muscardinus avellanarius), Sicista betulina, Micromys minutus, европски визон (Mustela lutreola), видра (Lutra lutra), Nyctalus noctula, Plecotus auritus, мала белочелна гуска (Anser erythropus), патка њорка (Aythya nyroca), степска еја (Circus macrourus), орао клокоташ (Aquila clanga), орао белорепан (Haliaeetus albicilla), Crex crex и велика шљука (Gallinago media).